# Larchamp (Mayenne)
Larchamp ist eine französische Gemeinde mit 1.012 Einwohnern (Stand: 1. Januar 2022) im Département Mayenne in der Region Pays de la Loire; sie gehört zum Arrondissement Mayenne und zum Kanton Ernée. Die Einwohner werden Larchampois genannt.

## Geographie
Larchamp liegt etwa 40 Kilometer nordnordwestlich von Laval. Im Westen und Süden des Gemeindegebietes verläuft das Flüsschen Rollon, das schließlich in den Ernée (Fluss) mündet, der an der östlichen Gemeindegrenze entlang fließt. Umgeben wird Larchamp von den Nachbargemeinden Saint-Ellier-du-Maine im Nordwesten und Norden, Montaudin im Norden, Saint-Denis-de-Gastines im Osten, Ernée im Südosten, Saint-Pierre-des-Landes im Süden, La Chapelle-Fleurigné im Nordwesten sowie Le Louroux im Nordwesten.

## Bevölkerungsentwicklung
| Jahr                       | 1962 | 1968 | 1975 | 1982 | 1990 | 1999 | 2006 | 2019 |
| Einwohner                  | 1373 | 1268 | 1241 | 1239 | 1107 | 1017 | 1045 | 1115 |
| Quellen: Cassini und INSEE |      |      |      |      |      |      |      |      |

## Sehenswürdigkeiten
- Kirche Saint-Crépin-et-Saint-Crépinien

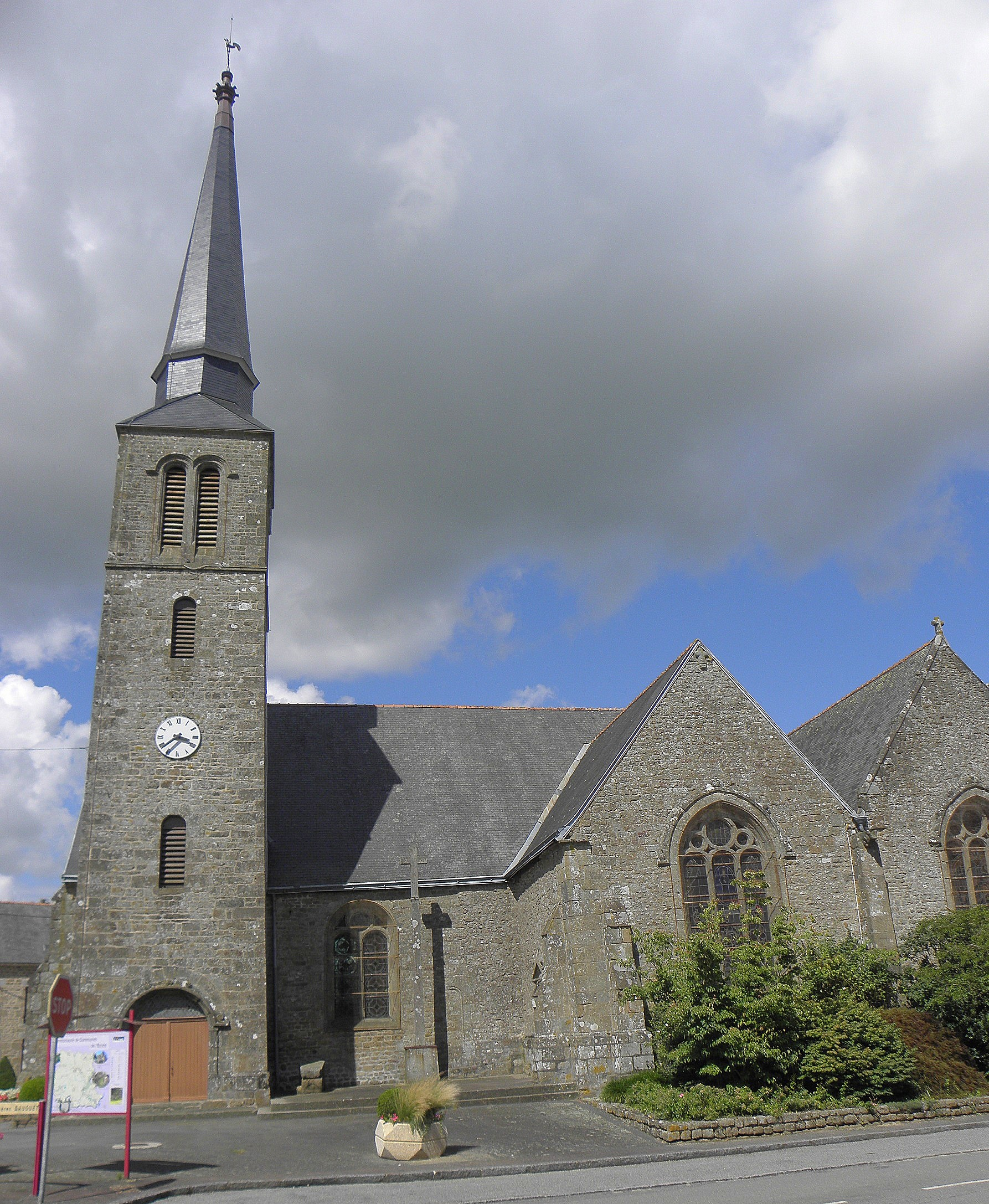
Kirche Saint-Crépin-et-Saint-Crépinien

## Persönlichkeiten
- Nicole Kiil-Nielsen (* 1949), Politikerin (EELV), Mitglied des Europäischen Parlaments